# Black Arts Movement
Il Black Arts Movement, detto anche Black Aesthetics Movement o BAM è una corrente artistica che fa parte del più ampio movimento Black Power. Ha origine ad Harlem nel 1965 per opera dello scrittore e attivista Imamu Amiri Baraka.
La rivista Time riconosce il Black Arts Movement come “il movimento più discusso della storia della letteratura afro-americana, se non addirittura dell'intera letteratura americana.” Il teatro Black Arts Repertory è un'istituzione chiave del Black Arts.

## Quadro generale
Il Black Arts Movement è considerato uno tra i più importanti periodi storici della letteratura afro-americana. Ha condotto il popolo nero a dare vita a proprie case editrici, giornali e istituti d’arte, e alla creazione di programmi di ricerca sullo studio della società e cultura afro-americana nelle università. La causa scatenante che determinò la nascita del movimento fu l'assassinio di Malcolm X. Tra gli scrittori più noti che presero parte al BAM ci sono Nikki Giovanni, Sonia Sanchez, Maya Angelou, Hoyt W. Fuller e Rosa Guy. Altri celebri autori afro-americani come Toni Morrison e Ishmael Reed, pur non essendo veri e propri attivisti, hanno condiviso alcuni temi del BAM. in particolare, quest'ultimo, affermò:
"Penso che il Black Arts abbia spinto gran parte del popolo nero a scrivere. Inoltre, non esisterebbe nessun movimento multiculturale senza il Black Arts. Il popolo nero è l'esempio che dimostra che non c'è bisogno di essere assorbiti da altre culture. Ognuno ha origini, storia, tradizioni e cultura proprie. Credo che la sfida stia nel mantenimento della sovranità culturale, è questo che il Black Arts cerca di imporre."
Il Black Arts Movement ha influenzato la letteratura a livello internazionale. Prima che esso si affermasse, il canone letterario mancava di eterogeneità e le minoranze etniche e razziali non avevano la possibilità di affermare la loro identità.

## Arte
Compagnie teatrali, letture poetiche, musica e danza furono centrali in questo movimento, ed è grazie a queste forme d'arte che agli afro-americani venne riconosciuta un'identità nell'ambito artistico e letterario. Gli afro-americani riuscirono inoltre a sensibilizzare gli altri sulle differenze culturali attraverso l'uso di diversi mezzi di comunicazione e divulgazione, di cui la lettura di testi poetici era la più comune. Gli spettacoli afro-americani erano anche strumento di propaganda politica e avevano per tema questioni legate alla comunità afro-americana. La corrente del BAM si diffuse grazie alla pubblicità attraverso i giornali; la prima pubblicazione importante del movimento risale al 1964.
“Nessuno fu più abile di Amir Baraka nella combinazione tra sperimentale e vernacolare. La sua raccolta Black Magic Poetry 1961-1967 (1969), è una delle più raffinate e simboliche opere delle energie creative afro-americane degli anni '60.”

## Storia
La nascita del Black Arts Repertory Theatre/School (BARTS) per opera di Amir Baraka nel 1965, fu l'evento che segnò ufficialmente l'inizio del Black Arts Movement. Il Black Arts nacque in un clima di cambiamenti politici e culturali nel quale gli artisti neri cercavano di impegnarsi politicamente ed esplorare il passato afro-americano in chiave storico-culturale.
Sebbene il successo delle proteste e delle manifestazioni pubbliche del movimento studentesco nero negli anni '60 abbia ispirato intellettuali, artisti, attivisti politici a formare un gruppo culturale politicizzato, molti attivisti del BAM hanno respinto l’ideologia di non militanza sposata dal Civil Rights Movement, sostenendo invece coloro che facevano parte del Black Liberation Struggle, movimento che poneva l’accento “sull’auto-determinazione del popolo nero attraverso il controllo su organizzazioni, agenzie, istituzioni e affari rilevanti.”
Secondo l'Accademia dei Poeti Americani, “gli artisti afro-americani coinvolti nel movimento hanno cercato di creare opere politicamente rilevanti e che esplorassero la cultura afro-americana anche sotto il profilo storico.” Il peso sociale che questo movimento ebbe, portò alla creazione del Black Arts Repertoire Theatre School (BARTS), nella primavera del 1964 per merito di Amir Baraka e altri artisti neri. La fondazione del BARTS favorì la diffusione di altre istituzioni socio-culturali e del movimento stesso all’interno della nazione.
New York è considerata la “città natale” del BAM, questo dovuto anche al fatto che la città avesse ospitato in passato molte rivolte portate avanti da intellettuali e artisti neri. Tuttavia, per la varietà da un punto di vista geografico entro il quale il movimento si è diffuso, alcuni sostengono che New York (Harlem in particolare) non sia la “culla” del Black Arts Movement. 
In principio, il Black Arts diventò un movimento coeso e unito in gran parte grazie alla stampa. Testate giornalistiche come il Liberator, The Crusader e il Freedomways riuscirono a creare “una comunità nazionale nella quale venivano discusse l’ideologia e l’estetismo, e una grandissima varietà di stili e tematiche legati al popolo afro-americano venivano mostrati." Queste pubblicazioni permisero anche alle comunità che si trovavano al di fuori dei grandi centri, di entrare a far parte di un gruppo più ampio.
Essendo un movimento letterario, il Black Arts fonda le sue radici in gruppi come l’Umbra Workshop, che riuniva autori di colore che vivevano nella parte bassa a est di Manhattan. I maggiori esponenti di questo gruppo furono scrittori come Steve Cannon, Tom Dent, Al Haynes, David Anderson, Calvin C. Hernton, Joe Johnson, Norman Pritchard, Lennox Raphael, Ishmael Reed, Lorenzo Thomas, James Thompson, Askia M. Touré, Brenda Walcott, a cantautori come Archie Shepp.
L'associazione Umbra, la quale pubblicò la rivista Umbra Magazine, rappresenta il primo vero gruppo letterario afro-americano (dopo il periodo successivo alle lotte per i diritti civili condotte dal popolo nero), a determinare una cambiamento di portata storica. L'obiettivo di fondere un orientamento di stampo politico con uno di matrice artistica creò una divisione nel gruppo tra quelli che volevano avere il ruolo principale di attivisti politici e quelli che, prima di tutto, si ritenevano letterati. Gli scrittori neri hanno sempre dovuto affrontare la questione legata al loro ruolo nella società, ovvero se questo dovesse essere per prima cosa politico o estetico. I membri dell'Umbra includevano Nannie e Walter Bowe, Harold Cruse (il quale ha in seguito scritto The Crisis of the Negro Intellectual, 1967), Tom Dent, Rosa Guy, Joe Johnson, LeRoi Jones, e Sarah E. Wright.

## Autori e intellettuali importanti
Un'altra associazione che raggruppava autori neri fu l'Harlem Writers Guild, guidata da John O.Killens. Tra i suoi membri troviamo Maya Angelou, Jean Carey Bond, Rosa Guy.
I testi dell'Harlem Writers Guild erano principalmente in prosa, soprattutto romanzi, e non riscuotevano grande successo, contrariamente alla poesia che veniva messa in scena in quel tempo. Le composizioni poetiche essendo incentrate su inni, canti, motti politici e quindi usate anche dai sindacati, venivano preferite rispetto ai romanzi. Quando i membri dell'associazione Umbra decisero di sciogliersi, alcuni di loro, guidati da Askia Tourè e Al Haynes, nel 1964 si spostarono ad Harlem e diedero vita al movimento di carattere nazionalistico degli Uptown Writers. Ne facevano parte poeti tra I quali Yusef Rahman, il sudafricano Keorapetse "Willie" Kgositsile e Larry Neal. Accompagnati dai giovani musicisti del"New Music", si esibivano con le loro poesie in tutta Harlem.
Nathan Hare, autore di The Black Anglo-Saxons, è il fondatore del Black Studies. Hare, prima espulso dall'Università di Howard, si spostò in seguito all'Università di San Francisco, dove lottò per istituire il dipartimento di Studi Africani. La sua battaglia venne vinta dopo un periodo di proteste e scioperi durato cinque mesi nel corso dell'anno accademico 1968-1969.
Il fenomeno che ha posto le basi per lo sviluppo ideologico del Black Arts Movement è stato il Revolutionary Action Movement (RAM), un'organizzazione nazionale presente soprattutto nella città di New York e guidata da Maulana Karenga; sia Tourè che Neal facevano parte del RAM. Altra figura importante fu Elijah Muhammad, rappresentante della comunità islamica di Chicago.

## Centri di maggiore importanza
Con il consolidarsi del movimento, i due centri maggiori diventarono l'area di California's Bay, sede del Journal of Black Poetry e del Black Scholar; e l'asse Chicago-Detroit sedi delle riviste Negro Digest, Black World and Third World Press a Chicago; Broadside Press e Naomi Long Madgett's Lotus Press a Detroit. Le uniche due grandi pubblicazioni letterarie che non venivano da New York sono state la rivista Black Theatre, pubblicata dal teatro New Lafayette, e Black Dialogue nata a San Francisco (1964-1958) e poi rilocata a New York (1969-1972).
Sebbene i periodici e gli scritti del movimento sono la parte che più ha contribuito al suo successo, il Black Arts dava molta importanza all'oralità e alle arti drammatiche. Spettacoli pubblici collettivi, letture collettive di testi poetici, commedie di breve durata, artisti di strada, avevano una presa maggiore sulle masse rispetto alle performance individuali.
Il Black Arts ebbe la funzione di riportare in vita culture fino ad allora rimaste in ombra, di diffondere nuove idee e anche di rappresentare per le persone che ne presero parte, un modo per esprimere se stessi in una forma del tutto inaspettata.
Nel 1967 LeRoi Jones incontrò Karenga a Los Angeles e diventò difensore della cosiddetta filosofia Kawaida. È stato Karenga a creare la festa del Kwanzaa, celebrata ogni anno in America dal 26 dicembre fino al 1º gennaio, e avente sette principi centrali “Nguzo Saba”. Jones intrecciò rapporti anche con Bobby Seale e Eldridge Cleaver e lavorò a contatto con alcuni dei padri fondatori del Black Phanters. Askia Tourè è stato un poeta di spicco e forse quello con maggiore influenza, il drammaturgo Ed Bullins e il poeta Marvin X fondarono il Black Arts West, Dingane Joe Goncalves fondò il giornale Black Poetry (1966). Questi nomi Ed Bullins, Dingane Joe Goncalves, LeRoi Jones, Sonia Sanchez, Askia M. Touré e Marvin X rappresentavano il nucleo che guidava il movimento Black Arts.
Lo sviluppo del movimento, comportò anche la nascita di conflitti sul piano ideologico all'interno dello stesso. Tali discordanze diventarono tanto nette da determinare la fine del Black Arts Movement.

## Il canone estetico del Black Arts Movement
Molti affermano che il Black Arts Movement abbia esteticamente e spiritualmente un legame molto stretto con l'ideologia Black Power. Il canone estetico del BAM si rifà ad una visione dell'arte incentrata sulla cultura e sulla vita del popolo nero. Questa prospettiva rafforzò l'indipendentismo, la solidarietà e la creatività del popolo nero.
Nel suo celebre saggio sul Black Arts Movement, Larry Neal afferma: "Quando parliamo di ‘Black aesthetic’ bisogna considerare alcuni aspetti. In primo luogo, il Black aesthetic va oltre la cultura e la tradizione afro-americana sulle quali si fonda, abbraccia anche molti aspetti caratterizzanti la cultura del terzo mondo, rifiutando invece la prospettiva occidentale."

## Effetti sulla società
Secondo l’Academy of American Poets, “molti scrittori: nativi americani, sudamericani, omosessuali e le nuove generazioni del popolo afro-americano sono ben coscienti di quanto dabbano al Black Arts Movement”.
Il movimento ebbe la durata di circa un decennio, dalla metà degli anni ’60 fino agli anni ‘70 e coincise con un periodo contraddistinto da dibattiti, polemiche e cambiamenti nel mondo della letteratura. L’affermazione di nuove voci etnicamente distinte da quella occidentale, che fino ad allora aveva prevalso, rappresentò un grande mutamento nella realtà statunitense.
Gli afro-americani affermarono la loro presenza non solo nel campo della letteratura, ma nel mondo dell'arte nella sua totalità. Gruppi teatrali, spettacoli di poesia, musica e danza furono centrali per il movimento.
Attraverso l'uso dei mezzi di comunicazione, gli afro-americani furono capaci di portare l'attenzione sulle differenze culturali rispetto al mondo occidentale. I teatri e i centri culturali situati in tutta l'America, erano luogo di incontri finalizzati alla proiezione di film e di gruppi di ricerca. 
Il Black Arts Movement, si estese per un periodo di non lunga durata ma fu comunque fondamentale nella storia degli Stati Uniti. Promosse l'attivismo politico e una maggiore coesione tra le comunità afro-americane grazie al potere dei mass media.
Il BAM ha inoltre contributo alla raccolta di fondi pubblici destinati alle arti e sponsorizzato diverse iniziative d'arte.
Il Black Arts è durato all’incirca un decennio, dalla metà degli anni ’60 fino agli anni ’70. Fu un periodo di discussioni e dibattiti e di cambiamento in ambito letterario.

## Mostre e conferenze
La mostra internazionale "Back to Black — Art, Cinema and the Racial Imaginary", ha avuto luogo al Whitechapel Gallery nel 2005.
Nel 2006 un'importante conferenza “Should Black Art Still Be Beautiful?", organizzata dal OOM Gallery e Midwest, ha esaminato lo sviluppo del Black cultural practice e il suo futuro in Gran Bretagna. Il 1º aprile 2006, nella New Art Gallery di Walsall, si è tenuta una conferenza in onore del defunto Donald Rodney.
Nel 2009 la Mount University's Laband Art Gallery di Loyola, ha ospitato la mostra internazionale d'arte "Gallery 32 and Its Circle".
Archivi sulle arti visive africane e asiatiche, recentemente ricostruiti, sono conservati nella University of East London (UEL).